# (35270) Molinari
(35270) Molinari est un astéroïde de la ceinture principale.

## Description
(35270) Molinari est un astéroïde de la ceinture principale. Il fut découvert le 7 septembre 1996 à Sormano par Valter Giuliani et Paolo Chiavenna. Il présente une orbite caractérisée par un demi-grand axe de 2,39 UA, une excentricité de 0,24 et une inclinaison de 4,0° par rapport à l'écliptique.

## Compléments